# Poldark

Poldark es una saga de novela histórica escrita por Winston Graham, publicada inicialmente entre 1945 y 1953, y posteriormente entre 1973 y 2002. La saga consta de doce obras. Las siete primeras se desarrollan en el siglo XVIII, hasta la Navidad de 1799, y las cinco últimas se adentran en el siglo XIX, siendo los personajes principales los hijos de los protagonistas tratados en los primeros libros.
La BBC ha realizado dos adaptaciones para la televisión: una emitida entre 1975 y 1977, y otra todavía en antena desde 2015.

## Argumento
A finales del siglo XVIII, Ross Poldark vuelve a sus minas de estaño de Cornualles después de pasar tres años en el ejército para evitar cargos de contrabando, dejando atrás a su novia Elizabeth. A su regreso, después de haber luchado en la Guerra de Independencia de los Estados Unidos, se encuentra con su padre muerto, su finca en ruinas y Elizabeth, que le daba por muerto en la guerra, comprometida con su primo Francis.
Ross rescata a una mujer joven, Demelza, de una paliza, y la toma como ayudante de cocina e intenta conseguir el control de las minas buscadas por un rival, el codicioso y arrogante George Warleggan. Poco a poco, entre Ross y Demelza surge algo más que una simple amistad entre amo y criada, y acaban casándose.
Los conflictos entre las familias, los problemas económicos, el amor idealizado entre Ross y Elisabeth frente al amor real de Demelza y la amenaza permanente de George Warleggan a la estabilidad de los Poldark forman parte de la trama de esta serie dramática.

## Novela

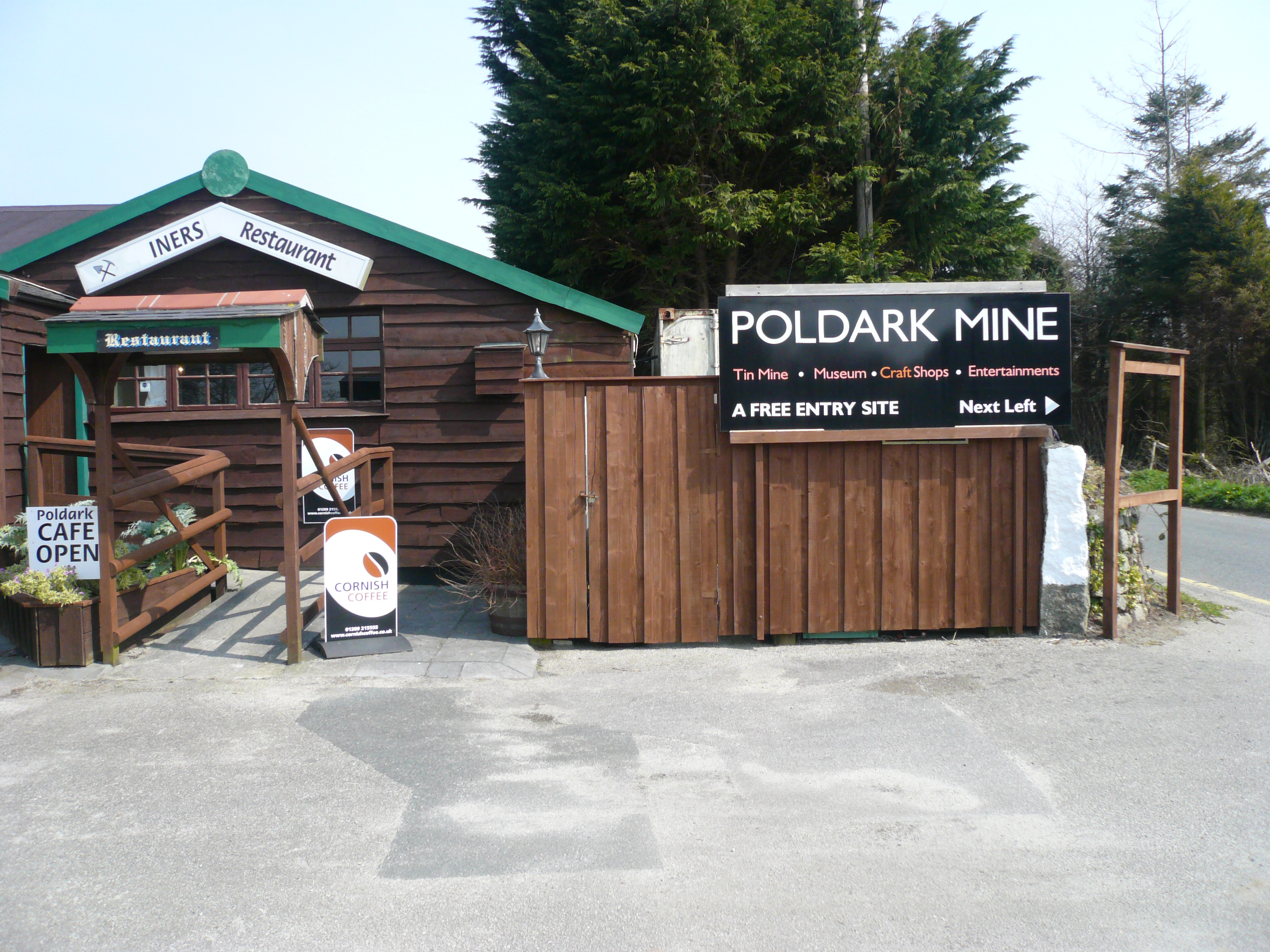
En producción entre 1720 y 1780, para la extracción de estaño, en la Mina Poldark se rodaron algunas escenas de la serie Poldark de la BBC.

La serie de novela histórica está bien documentada y muchos de los sucesos descritos son reales, así como las anécdotas relatadas. Winston Graham escribió los cuatro primeros libros entre 1940 y principios de los años 50. Después de una pausa, continuó su redacción en los 70, publicando el quinto libro La Luna Negra de 1972.

### Títulos de las 12 novelas

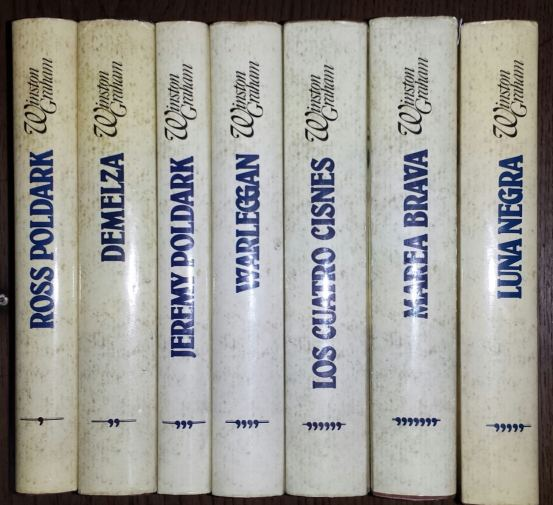
Siete primeros libros de la saga de Poldark, por Winston Graham

- 1: Ross Poldark
- 2: Demelza
- 3: Jeremy Poldark
- 4: Warleggan
- 5: Luna Negra
- 6: Los cuatro cisnes
- 7: Marea brava[1]
- 8: El extraño que vino del mar
- 9: El baile de Miller
- 10: La amada copa
- 11: La espada retorcida
- 12: Bella Poldark